# Masacrul bananelor
Masacrul bananelor (în spaniolă Matanza/Masacre de las bananeras) a fost un masacru al lucrătorilor corporației americane multinaționale americane United Fruit Company (în prezent Chiquita), care a avut loc între 5 și 6 decembrie 1928 în orașul Ciénaga de lângă Santa Marta, Columbia. Pe 12 noiembrie 1928 s-a declanșat o grevă, când muncitorii au refuzat să lucreze până când compania va accepta să le acorde condiții demne de muncă. După câteva săptămâni în care nu s-a ajuns la niciun acord, iar United Fruit Company a refuzat să negocieze cu muncitorii, guvernul conservator condus de Miguel Abadía Méndez a trimis armata columbiană împotriva greviștilor, ceea ce a dus la masacrul unui număr de 47-2.000 de oameni.
Oficialii americani din Columbia și reprezentanții United Fruit au descris greva muncitorilor drept „comunistă”, cu o „tendință subversivă”, în telegramele către Frank B. Kellogg, secretarul de stat al Statelor Unite ale Americii. Guvernul columbian a fost, de asemenea, obligat să lucreze pentru interesele companiei, considerând că această grevă ar putea întrerupe comerțul cu banane columbiene pe piețe semnificative precum Statele Unite și Europa.
Scriitorul columbian Gabriel García Márquez a descris o versiune fictivă a masacrului în romanul său, Un veac de singurătate, la fel ca Álvaro Cepeda Samudio în La Casa Grande.

## Greva
Muncitorii de pe plantațiile de banane din Columbia au intrat în grevă pe 12 noiembrie 1928. Aceștia au formulat nouă solicitări către United Fruit Company:
1. Desființarea practicii de a angaja oameni prin subcontractanți
2. Asigurarea colectivă obligatorie
3. Despăgubiri pentru accidente de muncă
4. Cămine igienice și săptămâna de lucru de 6 zile
5. Creșterea salariului zilnic pentru lucrătorii care câștigau mai puțin de 100 de pesos pe lună
6. Salariu săptămânal
7. Desființarea birourilor de depozitare
8. Eliminarea plății prin cupoane și nu prin bani
9. Îmbunătățirea serviciilor spitalicești[3]

Greva a evoluat în cea mai mare mișcare muncitorească din țară de până atunci. Au participat membri radicali ai Partidului Liberal, precum și membri ai Partidului Socialist și Partidului Comunist.
Muncitorii au solicitat să le fie recunoscut statutul legal de angajați și implementarea cadrului legal columbian din anii 1920.

## Masacrul
Un regiment de armată din Bogotá a fost trimis de guvern pentru a se ocupa de greviști, pe care i-a considerat a fi subversivi. La început, nu a fost clar dacă aceste trupe au fost trimise la ordinul United Fruit Company.
Trei sute de soldați au fost trimiși din Antioquia la Magdalena. Nu au fost implicați soldați din Magdalena pentru că generalul Cortés Vargas, șeful militar al zonei bananiere desemnat de armată, însărcinat cu controlul situației, nu credea că vor putea întreprinde acțiuni eficiente, deoarece ar putea avea legătură cu muncitorii de pe plantație.
Trupele și-au instalat mitralierele pe acoperișurile clădirilor joase de la colțurile pieței principale, au blocat străzile de acces și, după ce au emis un avertisment de cinci minute ca oamenii să plece, au deschis focul, într-o zi de duminică, asupra unei mulțimi dense de muncitori și familiile acestora, inclusiv copii. Oamenii se adunaseră după Liturghia de duminică pentru a aștepta un discurs anticipat din partea guvernatorului.

## Victime
Generalul Cortés Vargas, care a comandat trupele în timpul masacrului, și-a asumat responsabilitatea pentru 47 de victime. În realitate, numărul exact al victimelor nu a fost niciodată confirmat. Herrera Soto, coautor al unui studiu cuprinzător și detaliat al grevei din 1928, a realizat diverse estimări pornind de la date furnizate de contemporani și istorici, care variază de la 47 până la 2.000. Potrivit congresmenului Jorge Eliécer Gaitán, greviștii uciși au fost aruncați în mare. Potrivit altor surse, cadavrele au fost îngropate în gropi comune.
Printre supraviețuitori s-a numărat și Luis Vicente Gámez, mai târziu o personalitate locală celebră, care a supraviețuit ascunzându-se sub un pod timp de trei zile. În fiecare an, după masacru, a susținut la radio o slujbă de pomenire.
Presa a raportat numere diferite de decese și opinii diferite despre evenimentele care au avut loc în acea noapte. Concluzia este că nu există o poveste confirmată, ci mai degrabă diverse interpretări în funcție de sursa din care provin. Presa americană a oferit informații părtinitoare despre grevă. Presa columbiană a fost, de asemenea, părtinitoare în funcție de apartenența politică a publicației. De exemplu, ziarul cu sediul la Bogotá El Tiempo a declarat că muncitorii aveau tot dreptul să-și îmbunătățească condițiile de muncă. Cu toate acestea, din moment ce ziarul era conservator din punct de vedere politic, au adăugat că nu au fost de acord cu greva.

## Telegrame oficiale
Telegrama de la Ambasada din Bogota către secretarul de stat al SUA, Frank B. Kellogg, din 5 decembrie 1928, spunea:
„Am urmărit greva fructelor din Santa Marta prin intermediul reprezentantului de aici al United Fruit Company; precum și prin intermediul Mininsterului de Externe care mi-a spus sâmbătă că Guvernul va trimite trupe adiționale și că va îi aresta pe toți liderii grevei și îi va transporta într-o închisoare din Cartagena; Guvernul va proteja în mod adecvat interesele americane implicate.”
Telegrama de la Consulatul Santa Marta către secretarul de stat al SUA, din 6 decembrie 1928, spunea:
„Aversiunea proletariatului față de Guvern, care este împărtășită de unii dintre soldați, este ridicată și ne îndoim că putem conta pe Guvernul columbian pentru protecție. Vă sugerez respectuos să luați în considerare și să dați curs solicitării mele de a aduce o trupă armată americană la o distanță utilă. Este recunoscut faptul că s-a modificat caracterul grevei și că acum tulburarea a dobândit un caracter subversiv.”
Telegrama de la Ambasada Bogota către secretarul de stat al SUA, din 7 decembrie 1928, spunea:
„Situația din afara orașului Santa Marta extrem de serioasă: zona exterioară este în revoltă; soldații care au ordin „să nu cruțe muniția” deja au ucis și rănit aproximativ cincizeci de greviști. Guvernul se gândește acum la o ofensivă generală împotriva greviștilor de îndată ce la începutul săptămânii viitoare vor sosi toate trupele armate aflate acum pe drum.”
Telegrama de la Departamentul de Stat al SUA către Consulatul Santa Marta, din 8 decembrie 1928, spunea:
„Legația din Bogota raportează că autoritățile din Santa Marta au primit ordine categorice de a apăra interesele americanilor. Departamentul nu dorește (repet, nu dorește) să trimită un batalion de luptă în Santa Marta. Țineți Departamentul la curent cu toate operațiunile prin telegraf.”
Telegrama de la Consulatul Santa Marta către secretarul de stat al SUA, din 9 decembrie 1928, spunea:
„Un tren din zona bananieră tocmai a sosit în Santa Marta cu cetățeni americani. Niciun american ucis sau rănit. Operațiuni de gherilă continuă în zonă, însă forțele armate se ocupă activ de curățarea districtului comunist.”
Un mesaj de la Consulatul Santa Marta către secretarul de stat al SUA, din 11 decembrie 1928, spunea:
„De când s-a anunțat legea marțială s-au săvârșit acte de jaf și omoruri, iar faptul că rezidenții americani din Zonă au scăpat cu viață se datorează apărării pe care au susținut-o timp de șase ore când au rezistat mulțimii hotărâte să îi ucidă. Am avut motive întemeiate să solicit ajutor și voi aprecia ocazia de a apăra poziția mea din data de șase până în după-amiaza zilei de opt.”
Un mesaj de la Ambasada din Bogota către secretarul de stat al SUA, din 11 decembrie 1928, spunea:
„Presa opoziției, adică presa Partidului Liberal, duce o campanie violentă împotriva Guvernului pentru metodele folosite ca să oprească greva, și atribuie cuvinte jugnitoare, mai ales cu privire la Ministerul Războiului și la forțele armate, cuvinte precum ucigaș sau asasin. Cu toate că oamenii culți din țară înțeleg că numai datorită reacției prompte a Guvernului nu s-a ajuns la un real dezastru, această campanie insiduoasă a presei liberale va stârni, cu siguranță, multe resentimente față de Guvern și va inocula în gândirea colectivă ideea că Guvernul s-a grăbit nejustificat în a proteja interesele United Fruit Company. Ziarele conservatorilor apără acțiunile Guvernului, însă mă îndoiesc că acest contraatac va fi suficient pentru a compensa daunele cauzate de ziarele liberale.”
Un mesaj de la Ambasada SUA din Bogota către secretarul de stat al SUA, din 29 decembrie 1928, spunea:
„Am onoarea de a vă raporta că ieri, consilierul legal al United Fruit Comnpany din Bogota a declarat că numărul total al greviștilor uciși de armata columbiană în timpul tulburărilor recente a ajuns undeva între cinci și șase sute, iar numărul soldaților uciși a fost doar unu.”
Un mesaj de la Ambasada SUA din Bogota către secretarul de stat al SUA, din 16 ianuarie 1929, spunea:
„Am onoarea de a vă raporta că reprezentanții oficiali din Bogota ai United Fruit Company mi-au spus ieri că numărul total al greviștilor uciși de armata columbiană a depășit 1000.”

## Consecințe
Mișcările de gherilă din Columbia, cum ar fi Forțele Armate Revoluționare din Columbia (FARC) au susținut că dezvoltarea comunismului în Columbia a fost declanșată de astfel de atrocități pe care le-au numit terorism de stat.
Unele surse susțin că există legături între acest masacru și atrocitățile comise în ultimii ani de Chiquita Brands pe teritoriul columbian. Chiquita a recunoscut că a plătit 1,7 milioane de dolari grupării paramilitare AUC (United Self Defense Forces of Columbia), care a ucis sute de cetățeni columbieni. Această companie a finanțat mașini de război plătind acest grup terorist. Ei au susținut că au fost victime ale extorcării și au declarat că plățile au fost făcute cu scopul de a-și proteja lucrătorii de paramilitari, însă părerile în acest sens sunt împărțite.
În documentarul Banana Land, muncitorii columbieni de pe plantațiile de banane vorbesc despre felul în care se simt terorizați de companii multinaționale precum Chiquita și despre colaborarea acestora cu paramilitarii. Ei spun chiar că oamenii care îndrăznesc să vorbească public riscă să devină ținte pentru AUC.

## Influențe
Gabriel García Márquez a descris o versiune fictivă a masacrului în romanul său Un veac de singurătate. Deși García Márquez estimează numărul de morți la aproximativ 3000, numărul real al muncitorilor morți rămâne necunoscut.
Evenimentul a inspirat, de asemenea, melodia compozitorului italian Francesco De Gregori „Ninetto e la colonia”, lansată pe albumul său din 1976, Bufalo Bill. Înainte ca soldații să înceapă să tragă în mulțimea înspăimântată, doar Ninetto scemo, un copil naiv, în nevinovăția lui, este în stare să pună întrebarea relevantă, deși în zadar: „Cine sunt cei care te-au trimis?” Soldatul îi răspunde că răspunsul nu contează, întrucât cei care l-au trimis nu vorbesc limba lor și locuiesc departe.